# Guillaume V Durand
Pour les articles homonymes, voir Guillaume Durand et Durand.
Guillaume Durand, né vers 1230 à Puimisson près de Béziers et mort le 1er novembre 1296, dit le Spéculateur (en latin « Speculator ») en référence à son Speculum judiciale, était un ecclésiastique français. Il fut évêque de Mende en Gévaudan.

## Biographie
Guillaume Durand est né à Puimisson dans le diocèse de Béziers, bien que l'on retrouve parfois, de façon erronée, une confusion avec le village de Puimission près de Riez. Il effectue ses études à Lyon, auprès de Henri de Suse ; puis à Bologne, où il obtient son doctorat vers 1260.
Il est par ailleurs chanoine de Maguelone à partir de 1251.
Il devient alors enseignant en droit à Modène. Puis il rejoint Rome, où il est fait chapelain apostolique et auditeur général des causes de palais par le pape Clément IV.
Entre mai et juillet 1274 il participe au deuxième concile de Lyon puis continue sa carrière curiale en devenant doyen du chapitre de Chartres en 1279 ; puis il administre pour Grégoire X le patrimoine de Saint-Pierre dont il est le recteur mais excite une révolte par sa rigueur et se voit contraint de quitter l'Italie.
Le 24 avril 1285, il est élu évêque par le chapitre de la cathédrale de Mende. Il n'entre cependant dans la ville que le 14 juillet 1291.
Il retourne en Italie en 1295 en tant que comte et recteur de Romagne, il y meurt le 1er novembre 1296. Il est enterré en l'église Sainte-Marie-de-la-Minerve à Rome. C'est son neveu, aussi appelé Guillaume Durand, qui lui succède à la tête de l'évêché mendois. Ce dernier a d'ailleurs fondé à Mende un collège de prêtres sous le vocable de Tous les saints, la mort de son oncle étant survenue jour de la Toussaint.

## Écrits

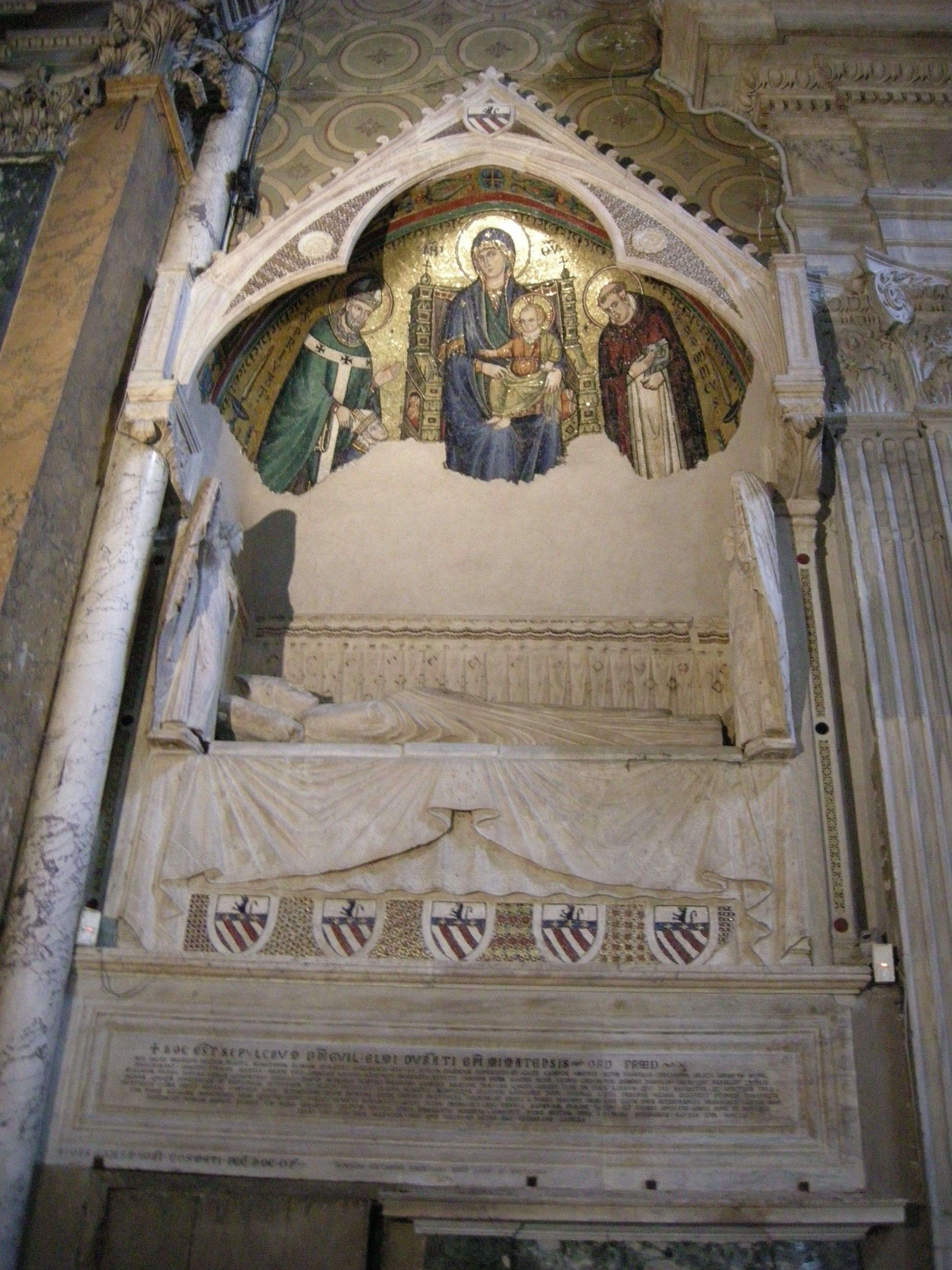
Tombe de Guillaume Durand

Il a composé des ouvrages qui eurent une vogue extraordinaire au Moyen Âge et était l'un des auteurs les plus influents de cette époque :
- le Speculum judiciale (Miroir du Droit), qui lui valut son surnom de Spéculateur, et qui inspira entre autres Giovanni d'Andrea (en) et Baldus ;
- le Rationale divinorum officiorum (it) (1286)[2], un des premiers livres qui aient été imprimés (Mayence, 1459)[3].

Joseph-Victor Leclerc lui a consacré une notice dans l'Histoire littéraire de la France.